# Callosobruchus chinensis
Espèce
Callosobruchus chinensis (bruche chinoise) est une espèce d'insectes coléoptères de la famille des Chrysomelidae.
La bruche chinoise est un ravageur des graines de légumineuses (Fabaceae).

## Synonymes
- Bruchus chinensis Linnaeus, 1758
- Pachymerus chinensis
- Bruchus rubens Boheman, 1833
- Curculio chinensis Linnaeus, 1758

## Distribution
Callosobruchus chinensis est un insecte des régions tropicales et subtropicales à répartition cosmopolite.